# Клавірні концерти Й. С. Баха
Клавірні концерти Баха — написані композитором концерти для клавесина (в наш час часто виконуються на фортепіано), струнного оркестру і бассо контінуо. Крім того, відомий його «Італійський» концерт для клавіру без оркестру, BWV 971. Для клавіру з оркестром написано дев'ять концертів для одного клавіру з оркестром, три концерти для двох клавірів з оркестром, два концерти для трьох клавіром з оркестром і один концерт для чотирьох клавірів з оркестром на тему Вівальді, а також концерт для флейти, скрипки і клавіру з оркестром BWV 1044. Концерти для одного — чотирьох клавірів з оркестром включені в каталог Шмідера відповідно під номерами BWV 1052-1065.
Час створення клавірних концертів приблизно датується 30-ми роками XVIII століття. З 1729 Бах очолював Музичне студентське товариство (Collegium musicum) при Лейпцизькому університеті, беручи участь в його концертах як диригент і соліст. Саме для цих виступів і були створені концерти для одного, двох, трьох і чотирьох клавесинів з оркестром. Переважна більшість цих творів — авторські переробки раніше написаних творів для інших інструментів (судячи з характеру і фактури сольних партій, головним чином скрипкових концертів). З оригінальних версій, створених в Кетені приблизно в 1720 роки, збереглися лише деякі (зараз з успіхом виконуються «зворотні» перекладання ряду клавірних концертів, здійснені з метою відтворити їх оригінальне звучання). Тому серед музичних критиків існують думки, що початкові варіанти деяких концертів належать не Баху, а кому-то з його сучасників. Однак, за винятком концерту для чотирьох клавірів, що представляє собою обробку одного з концертів Вівальді, це припущення критики розглядають як малоймовірне. Зміст самої музики клавірних концертів, характер тематизму, прийоми розвитку, структурне планування яскраво і переконливо свідчать про їх належність перу Баха. Ще одним підтвердженням служить використання ряду частин концертів в якості окремих номерів в кантатах, куди Бах навряд чи б вводив фрагменти чужих інструментальних творів.

## Транскрипції концертів
Здійснюючи транскрипції скрипкових концертів для клавіру, Бах зазвичай обмежувався майже буквальним перенесенням скрипкової партії на клавесинну з додаванням в лівій руці басового супроводу і тональної транспозиції твору на тон нижче. 
«По суті, всі твори Баха створені для ідеального інструменту, який бере від клавішних можливості поліфонічної гри, а від струнних всі переваги в видобуванні звуку» — Альберт Швейцер.
Подібне поєднання завжди притаманне сольним партіям бахівських концертів, вже наближається по функції до концертів Гайдна і Моцарта.
Також, використовувалися особливості гри на клавірі. Присутні довгі пасажі шістнадцятими перетворювалися в більш оригінальні і цікаві пасажі тридцять другими. У клавірних концертах також досить часто накладалися прикраси і трелі, яких не було в скрипкової партії.

## Концерти для одного клавіру[2]

### Концерт № 1 для клавіру з оркестром (ре мінор) BWV 1052
Складається з трьох частин:
- Allegro (¢) ~ 8 хв.
- Adagio (3/4) ~ 6 хв.
- Allegro (3/4) ~ 8 хв.

Тривалість: ~ 22 хв.
Виконавський склад:
- Клавір (клавесин) — соло
- Скрипка I
- Скрипка II
- Альт
- Бассо контінуо (Віолончель)

Рік: 1738
Переклади та реконструкції:
Концерт перекладений з загубленого скрипкового концерту BWV 1052R.
Перша частина — Sinfonia з кантати  Gottes eingehen BWV 146 'Wir müssen durch viel Trübsal in das Reich Gottes eingehen'
Друга частина — Coro з кантати BWV 146 'Wir müssen durch viel Trübsal in das Reich Gottes eingehen'.
Третя частина — Sinfonia з кантати BWV 188 'Ich habe meine Zuversicht'

Цей концерт відноситься до найпопулярніших творів Баха. Хоча  його оригінал, який не зберігся, був, очевидно, призначений для скрипки (зараз нерідко можна почути його реконструкцію), клавірний варіант вражає досконалістю письма і, як вказує німецький музикознавець Філіп Вольфрум, «менш за все нагадує про своє скрипкове походження». Концерт ре мінор виділяється широтою масштабів, глибиною драматизму. В основі першої частини лежить енергійна сувора мелодія, що викладається потужним унісоном оркестру і соліста. Її гострохарактерний синкопований мотив піддається активній розробці. Нова похмура тема «токатного» характеру двічі з'являється в домінантовій і головній тональності, подібно побічної партії сонатної форми. Перед останнім проведенням ритурнелі звучить коротка каденція соліста, що підводить до заключної кульмінації.
Похмура експресія відрізняє другу частину, Adagio соль мінор, засновану на прийомі basso ostinato (безперервного баса).
Третя частина, Allegro, як і в більшості концертів Баха, свого роду образна реприза першої частини. Широко розвинена, рухлива і пружна головна тема, «токатні» мотиви соліста в епізодах викликають безпосередні асоціації з тематизмом першого Allegro, підкреслюючи загальний для всього твору драматичного характер.

### Концерт № 2 для клавіру з оркестром (мі мажор) BWV 1053
Складається з трьох частин:
- Allegro (c) ~ 9 хв.
- Siciliano (12/8) ~ 5 хв.
- Allegro (3/8) ~ 7 хв.

Тривалість: ~ 21 хв.
Виконавський склад:
- Клавір (клавесин) — соло
- Скрипка I
- Скрипка II
- Альт
- Бассо контінуо (Віолончель)

Рік: 1739
Переклади та реконструкції:
Концерт, ймовірно, перекладений з загубленого концерту для гобоя BWV 1053R.
Перша частина — Sinfonia з кантати BWV 169 'Gott soll allein mein Herze haben'.
Друга частина — Aria № 5 з кантати BWV 169 'Gott soll allein mein Herze haben'.
Третя частина — Sinfonia з кантати BWV 49 'Ich geh und suche mit Verlangen'.
Питання про походження Концерту для клавіру з оркестром № 2 мі мажор, BWV 1053 досі точно не з'ясований. У фактурі його сольної партії чимало рис, близьких специфіці клавірного і органного письма Баха, тому існування більш раннього скрипкового варіанту береться під сумнів. У той же час всі частини концерту зустрічаються і в бахівських кантатах: перша і третя частини в якості вступних симфоній в кантатах № 169 і № 49 (з солістом органом замість клавесина), друга частина — як арія альта в Кантаті № 169. Деякі дослідники вважають, що згадані кантати виникли раніше Концерту, який, отже, з'явився переробкою їх частин. Але не виключено, що, навпаки, матеріал Концерту послужив основою для кантат, що підтверджується характерним тональним зсувом на тон нижче в симфонії і арії Кантати № 169. У такому випадку можливо, що Концерт № 2 — оригінальна композиція для клавесина. Піднесеність і оптимізм концерту панують в його першій частині, написаної в тричастинній репризній формі 'da Capo'.
Рухома моторна тема — ритурнель, замість традиційного постійного викладу оркестром, поперемінно звучить то у соліста, то у струнних. Середній розділ вносить легкий контраст мінорній тональної забарвленням.
Друга частина — Siciliana до дієз мінор — переносить в сферу елегійного смутку. Використовуючи жанр італійського танцю сициліани з його характерним «погойдуваним» ритмом, Бах створює інтермецо. Партія клавіру, ведуча в обрамлюючих побудовах фігураційного супроводу, а в центральній частині — мелодійний голос, виділяється пластичністю і вишуканістю малюнка.
Структура, драматургія і образна побудова фіналу, Allegro, в точності повторюють першу частину, створюючи своєрідну «арку». Але, як завжди в заключних частинах, тут яскравіше виявлено танцювальний елемент — ритмічна пульсація музики нагадує рухливий французький танець пасп'є.

### Концерт № 3 для клавіру з оркестром (ре мажор) BWV 1054
Складається з трьох частин:
- Allegro (¢) ~ 8 хв.
- Adagio e sempre piano (3/4) ~ 6 хв.
- Allegro (3/8) ~ 3 хв.

Тривалість: ~ 17 хв.
Виконавський склад:
- Клавір (клавесин) - соло
- Скрипка I
- Скрипка II
- Альт
- Бассо контінуо (віолончель)

Рік 1740
Переклади та реконструкції:
Концерт є перекладанням скрипкового концерту BWV 1042 (мі-мажор)
Концерт для клавіру з оркестром № 3 ре мажор, BWV 1054 — переробка Скрипкового концерту № 2 мі мажор, BWV 1043, за словами А. Швейцера, «сповненого непереможної життєрадісності, яка в першій і останній частині виливається в урочисту пісню». Основна тема першої частини, що відкривається помітною  інтонацією заклику, поєднує в собі святковість і енергію, яскраво що виділяються драматичним середнім розділом (тут знову застосована форма da capo), що завершується патетичним речитативом.
Друга частина, Adagio e piano sempre сі мінор, належить до найприголомшливішим сторінкам бахівоких концертів.
«Воно так прекрасно, що не знаєш навіть, як і розташуватися, щоб гідно це сприйняти. І коли виходиш з концерту, мимоволі дивуєшся, що небо в вишині синє і Парфенон не виріс раптом перед тобою з-під землі»
- Клод Дебюссі
Як і в повільній частині Першого концерту, тут використаний принцип basso ostinato. Похмуро звучить мелодія, що виникає в глибоких басах оркестру. До неї приєднуються повні експресії речитативи соліста. Остинатна фігура баса то з'являється, то зникає, поступаючись місцем монологу, озвученому, подібно до людського голосу, то ніжно і задушевно, то пристрасно і патетично.
Фінал концерту — Allegro — рухливий менует в формі простого рондо. Яскрава і святкова милозвучність рефрену у tutti чергується з фразами соліста в чотирьох коротких епізодах, де початкова скрипкова природа тематизму відчутна особливо рельєфно.

### Концерт № 4 для клавіру з оркестром (ля мажор) BWV 1055
Складається з трьох частин:
- Allegro (¢) ~ 5 хв.
- Larghetto (12/8) ~ 5 хв.
- Allegro ma non tanto (3/8) ~ 4 хв.

Тривалість: ~ 14 хв.
Виконавський склад:
- Клавір (клавесин) — соло
- Скрипка I
- Скрипка II
- Альт
- Бассо контінуо (віолончель)

Рік: 1741
Оригінал Концерту для клавіру з оркестром № 4 ля мажор, BWV 1055 був загублений, але характер сольної партії, хоча і розробленої місцями (особливо в фіналі) в клавесинної манері, знову свідчить про його скрипкове походження. Образний лад цього твору - ясний і життєрадісний — близький до ми мажорного концерту.
Перша частина, Allegro, виділяється домінуючою роллю соліста, партія якого ніде не дублює оркестр, ведучи мелодійний голос і в енергійній масштабній ритурнелі, де її підтримує tutti, і в розвинених сольних епізодах, де з'являється нова тема, більш спокійна і лірична.
Друга частина, Larghetto фа-дієз мінор, витримана в характері своєрідної інструментальної арії-lamento (скарги). З цим широко поширеним в ту епоху вокальним жанром Larghetto ріднить і спадний хроматичний бас, який служить фундаментом скорботної мелодії, проведення якої в партії оркестру обрамляють частина, і виразний декламаційний склад фігурації соліста, що звучать на тлі інтонацій основної теми.
Фінал концерту, Allegro ma non tanto, нагадує урочистий полонез. Багата орнаментика і різноманітність ритмічного малюнка мелодики, — очевидно, наслідок впливу французької інструментальної музики, багато рис якої були сприйняті в Німеччині Г. Ф. Телеманом, а відтак й Бахом.

### Концерт № 5 для клавіру з оркестром (фа мінор) BWV 1056
Складається з трьох частин:
- Allegro (2/4) ~ 3 хв.
- Largo (c) ~ 2 хв.
- Presto (3/4) ~ 4 хв.

Тривалість: ~ 10 хв.
Виконавський склад:
- Клавір (клавесин) — соло
- Скрипка I
- Скрипка II
- Альт
- Бассо контінуо (віолончель)

Переклади та реконструкції: Концерт, ймовірно, перекладений з загубленого скрипкового концерту BWV 1056R.
Друга частина — Sinfonia з кантати BWV 156 'Ich steh mit einem Fuß im Grabe'
Концерт для клавіру з оркестром № 5 фа мінор, BWV 1056 також є транскрипцію загубленого скрипкового концерту (зараз нерідко виповнюється його «зворотне» перекладення). Це чудовий твір відрізняється поєднанням драматичної напруженості, з перших же тактів приковує увагу слухача, і граничного лаконізму вираження (по протяжності П'ятий концерт — один з найкоротших).
Першу частину пронизує сувора хода головною теми з характерними перекликами - «відлуння» між солістом і оркестром — чудового зразка бахівського тематизму. Імпровізаційність викладу, властива сольній партії, виразно відтінює кульмінаційні моменти.
Друга частина — Largo ля бемоль мажор — «ліричний відступ». Створенню загального колориту сприяє тонкість і прозорість інструментування: прекрасна піднесена мелодія, заквітчана фігураціями, від початку до кінця доручена солістові, супроводжуючись легкими складами акомпанементу акордами струнних. Композитор використав цю частину як вступну симфонію в Кантаті № 156, доручивши виконує соло партію гобою.
Третя частина, Presto, знову повертає до драматичних образів. Основна тема має деяку інтонаційну близькість з ритурнель першої частини; тут також використаний ефект «відлуння». Але в фіналі помітні і танцювальні риси: швидке моторне рух в тридольному розмірі трохи скидається на пасп'є (старовинний французький танець, схожий на менует).

### Концерт № 6 для клавіру і двох флейт з оркестром (фа мажор) BWV 1057
Складається з трьох частин:
- Allegro (3/8) ~ 7 хв.
- Andante (3/4) ~ 4 хв.
- Allegro assai (c) ~ 5 хв.

Тривалість: ~ 16 хв.
Виконавський склад:
- Клавір (клавесин) — соло
- Флейта (блокфлейта) I
- Флейта (блокфлейта) II
- Скрипка I
- Скрипка II
- Альт
- Бассо контінуо (Віолончель)

Рік: 1743
Переклади та реконструкції:
Концерт є перекладанням Бранденбурзького концерту № 4 Соль-мажор (BWV 1049)

### Концерт № 7 для клавіру з оркестром (соль мінор) BWV 1058
Складається з трьох частин:
- Allegro (2/4) ~ 3 хв.
- Andante (c) ~ 6 хв.
- Allegro assai (9/8) ~ 3 хв.

Тривалість: ~ 12 хв.
- Клавір (клавесин) — соло
- Скрипка I
- Скрипка II
- Альт
- Бассо контінуо (віолончель)

Рік: 1744
Переклади та реконструкції:
Концерт є перекладанням скрипкового концерту BWV 1041 (ля-мінор)

 Концерт для клавіру з оркестром № 7 соль мінор, BWV 1058 - переклад Скрипкового концерту № 1 ля мінор, BWV 1041. 
 «Величавий в своїй суворій красі» 
 називав А. Швейцер цей натхненне твір.
В основі першої частини лежить зіставлення двох тем. Соліст вступає з новою темою - співучою та сумною.
У другій частині, Andante до мажор, присутня споглядальна лірика, не позбавлена величного відтінку. Основна тема, урочисто викладена tutti, перетворюється в подальшому в остинатний супровід мелодії соліста, що звучить то світло і ніжно, то, навпаки, прихованою, скорботно.
Динамічний фінальне Allegro assai за настроєм перегукується з першою частиною.

### Концерт № 8 для клавіру, скрипки і флейти з оркестром (ля мінор) BWV 1044
Складається з трьох частин:
- Allegro (c) ~ 9 хв.
- Adagio ma non tanto e dolce (6/8) ~ 6 хв.
- Alla breve (¢) ~ 8 хв.

Тривалість: ~ 23 хв.
Виконавський склад:
- Клавір (клавесин) — соло
- Скрипка — соло
- Флейта — соло
- Скрипка I
- Скрипка II
- Альт
- Бассо контінуо (віолончель)

Рік: 1730
Переклади та реконструкції:
Адаптація для камерного оркестру:
Перша частина — Прелюдія для клавесина BWV 894.
Друга частина — Adagio e dolce з органної сонати BWV 527.
Третя частина — Фуга для клавесина BWV 894.
Інша назва — «Потрійний концерт» даний концерт отримав за складом: флейта, скрипка, клавір. Концерт привертає до себе велику увагу своїм несподіваним колоритом 3 абсолютно різних за звучанням інструментів. Оркестр в даному концерті грає менш значну роль.

### Концерт для клавіру з оркестром (ре мінор) BWV 1059
Складається з трьох частин:
- Allegro (c) ~ 6 хв.
- Adagio (c) ~ 1 хв.
- Presto (3/8) ~ 3 хв.

Тривалість: ~ 10 хв.
Виконавський склад:
- Клавір (клавесин) — соло
- Скрипка I
- Скрипка II
- Альт
- Бассо контінуо (віолончель)

Рік: 1745
Переклади та реконструкції:
Від самого концерту залишилося всього 10 тактів першої частини. Після того, як була виявлена схожість першої частини з Sinfonia № 1 з кантати BWV 35 «Geist Und Seele Wird Verwirret», перша частина реконструюється з цієї Sinfonia № 1. Третя частина реконструйована з цієї ж кантати, з Sinfonia № 5. Відповідного для другої частини з цієї кантати при реконструкції знайдено не було, тому друга частина найчастіше є імпровізаційної каденцією виконавця. Аналогічний концерт для гобоя також реконструйований з цієї ж кантати, але друга частина у нього найчастіше інша: це може бути Sinfonia № 1 з кантати BWV 156 «Ich Steh Mit Einem Fuss Im Grabe», або інколи друга частина з концерту BWV 974 (перекладення концерту ре мінор для гобоя Марчелло). Втім, існують і інші реконструкції.

## Концерти для двох клавірів
Крім концертів для одного клавіру з оркестром, Баху належать три концерти для двох клавесинів і струнних. Поєднуючи кілька однорідних клавішних інструментів і індивідуалізуючи їх партії, Бах домагався незвичайних по яскравості колориту ефектів звучання.

### Концерт № 1 для двох клавірів з оркестром (до мінор) BWV 1060
Складається з трьох частин:
- Allegro (c) ~ 5 хв.
- Largo ovvero Adagio (12/8) ~ 5 хв.
- Allegro (2/4) ~ 4 хв.

Тривалість: ~ 14 хв.
Виконавський склад:
- Клавір (клавесин) I — соло
- Клавір (клавесин) II — соло
- Скрипка I
- Скрипка II
- Альт
- Бассо контінуо (віолончель)

Рік: 1735
Переклади та реконструкції:
Можливо, є перекладанням концерту BWV 1060R ре-мінор для скрипки і гобоя.

### Концерт № 2 для двох клавірів з оркестром (до мажор) BWV 1061
Складається з трьох частин:
- Allegro (c) ~ 7 хв.
- Adagio ovvero Largo (Quartetto tacet) (6/8) ~ 5 хв.
- Fuga Vivace (c) ~ 6 хв.

Тривалість: ~ 18 хв.
Виконавський склад:
- Клавір (клавесин) I — соло
- Клавір (клавесин) II — соло
- Скрипка I
- Скрипка II
- Альт
- Бассо контінуо (віолончель)

Рік: 1735
Переклади та реконструкції:
Існує рання версія концерту BWV 1061a — два клавесина-соло без оркестрового акомпанементу.

### Концерт № 3 для двох клавірів з оркестром (до мінор) BWV 1062
Складається з трьох частин:
- Allegro (c) ~ 3 хв.
- Andante e piano (12/8) ~ 6 хв.
- Allegro assai (3/4) ~ 5 хв.

Тривалість: ~ 14 хв.
Виконавський склад:
- Клавір (клавесин) I — соло
- Клавір (клавесин) II — соло
- Скрипка I
- Скрипка II
- Альт
- Бассо контінуо (віолончель)

Рік: 1735
Переклади та реконструкції:
Концерт є перекладанням подвійного скрипкового концерту BWV 1043 (ре-мінор)

## Концерти для трьох клавірів
Походження двох концертів для трьох клавесинів остаточно не з'ясовано. А. Швейцер вважав їх оригінальними композиціями. Однак існує думка, що це все ж майстерно зроблені транскрипції.

### Концерт № 1 для трьох клавіром з оркестром (ре мінор) BWV 1063
Складається з трьох частин:
- Allegro (3/8) ~ 5 хв.
- Alla Siciliana (6/8) ~ 4 хв.
- Allegro (2/4) ~ 5 хв.

Тривалість: ~ 14 хв.
Виконавський склад:
- Клавір (клавесин) I — соло
- Клавір (клавесин) II — соло
- Клавір (клавесин) III — соло
- Скрипка I
- Скрипка II
- Альт
- Бассо контінуо (віолончель)

Рік: 1735
Переклади та реконструкції:
Можливо, існує аналог концерту у вигляді потрійного скрипкового концерту BWV 1063R.

### Концерт № 2 для трьох клавіром з оркестром (до мажор) BWV 1064
Складається з трьох частин:
- Allegro (c) ~ 6 хв.
- Adagio (c) ~ 6 хв.
- Allegro (¢) ~ 5 хв.

Тривалість: ~ 17 хв.
Виконавський склад:
- Клавір (клавесин) I — соло
- Клавір (клавесин) II — соло
- Клавір (клавесин) III — соло
- Скрипка I
- Скрипка II
- Альт
- Бассо контінуо (Віолончель)

Рік: 1735
Переклади та реконструкції:
Можливо, існує аналог концерту у вигляді потрійного скрипкового концерту BWV 1064R.
Оригіналом Концерту для трьох клавірів з оркестром № 2 до мажор, BWV 1064, мабуть, послужив втрачений потрійний скрипковий концерт (широко відома його реконструкція). Цей твір повно святковості та оптимізму, багато в чому близько знаменитому циклу Бранденбурзьких концертів.

## Концерт для чотирьох клавіром з оркестром (ля мінор) BWV 1065
Складається з трьох частин:
- Allegro (c) ~ 4 хв.
- Largo (3/4) ~ 2 хв.
- Allegro (6/8) ~ 4 хв.

Тривалість: ~ 10 хв.
Виконавський склад:
- Клавір (клавесин) I — соло
- Клавір (клавесин) II — соло
- Клавір (клавесин) III — соло
- Клавір (клавесин) IV — соло
- Скрипка I
- Скрипка II
- Альт
- Бассо контінуо (віолончель)

Рік: 1735
Переклади та реконструкції:
Є перекладом концерту для чотирьох скрипок (сі-мінор) А. Вівальді (Op. 3/10, RV580)
Єдиний бахівський Концерт для чотирьох клавірів з оркестром ля мінор, BWV тисячі шістдесят-п'ять є перекладом концерту для чотирьох скрипок, віолончелі та струнних RV 580 сі мінор Антоніо Вівальді — № 10 з знаменитого циклу 12 концертів «L'Estro armonico» ( «Гармонійне натхнення»).
Залишаючи незмінною партію оркестру, Бах вносить в сольні партії специфічні клавесинні прийоми. Таким чином, одне з найбільш натхненних і драматичних творів Вівальді знайшло в бахівському перекладенні свій новий, унікальний за звучанням варіант.
Ритурнель першої частини заснований на наполегливих повторах мотивів, раз у раз владно нагадують про себе, втручаючись в віртуозні сольні епізоди, що не містять нових тем, але різноманітні за фактурою і характером викладу.
У другій частині, Largo, потужний акордовий склад першого розділу змінюється в подальшому побудові мірної арпеджованої фігурації, що приводить до короткої ремінісценції акордового вступу в заключних тактах.
У фінальному Allegro поривчастий і напружений характер музики, панування яскравої і повноцінної звучності як би відтворюють картину розбурханих стихій, неодноразово втілення в творчості Вівальді. Однак Бах як би підпорядковує музику своєї творчої індивідуальності; в його обробці вона постає в більш стриманою і суворою, але не менш вражаючою музикою.

## Інші клавірні концерти Й.С.Баха
- Концерт ре мажор BWV 1050a (рання версія BWV 1050)
- Концерт до мажор BWV 1061a (версія концерту BWV 1061 без оркестру)

Також у Баха є клавірні концерти для клавіру-соло.
- Італійський концерт фа мажор BWV 971 зі збірки Clavier-Übung II.

А також перекладання Бахом концертів інших композиторів:
- Концерт ре мажор BWV 972 (переклад концерту Вівальді Op. 3/7 RV567)
- Концерт соль мажор BWV 973 (переклад концерту Вівальді Op. 7/2 RV299)
- Концерт ре мінор BWV 974 (переклад концерту ре мінор для гобоя Марчелло)
- Концерт соль мінор BWV 975 (переклад концерту Вівальді Op. 4/6 RV316a)
- Концерт до мажор BWV 976 (переклад концерту Вівальді Op. 3/12 RV265)
- Концерт до мажор BWV 977 (джерело невідоме, можливо, переклад концерту Марчелло)
- Концерт фа мажор BWV 978 (переклад концерту Вівальді Op. 3/3 RV310)
- Концерт сі мінор BWV 979 (джерело невідоме, можливо, переклад концерту Тореллі для скрипки)
- Концерт соль мажор BWV 980 (переклад концерту Вівальді Op. 4/1 RV383a)
- Концерт до мінор BWV 981 (можливо, переклад концерту Марчелло Op. 1/2)
- Концерт сі-бемоль мажор BWV 982 (переклад концерту графа Йоганна Ернста Op. 1/1)
- Концерт соль мінор BWV 983 (джерело невідоме)
- Концерт до мажор BWV 984 (переклад концерту графа Йоганна Ернста) (see BWV 595 for organ version)
- Концерт соль мінор BWV 985 (переклад концерту Телемана)
- Концерт соль мажор BWV 986 (переклад концерту, що приписується Телеману)
- Концерт ре мінор BWV 987 (переклад концерту графа Йоганна Ернста Op. 1/4)

## Виконання
Клавірні концерти Баха досить популярні як серед виконавців-автентистів, так і серед виконавців на сучасному фортепіано.
Деякі відомі виконання:

### Автентичне виконавство
Автентисти надають перевагу клавесину та бароковому ансамблю часів Баха, нота «ля » становить 415 Гц, а не 440 Гц (різниця приблизно півтону).
- Густав Леонгардт
- Реймонд Леппард
- Крістоф Руссе
- Café Zimmermann[en]

### Сучасне фортепіано
Виконується на сучасному фортепіано й іноді повним симфонічним оркестром, а іноді зменшеним, через дуже великого «звуковий напір» скрипок і занадто густих басів, які дуже сильно змінюють картину музики.
- Тетяна Ніколаєва
- Глен Гульд
- Святослав Ріхтер
- Андрій Гаврилов

## Переклади
Деякі клавірні концерти Баха мають досить доступну клавірну партію для учнів музичних шкіл, проте репетиції зі струнним ансамблем (не менше 4 учасників) організувати буває досить важко. Внаслідок цього, створюються переклади для більш доступного складу інструментів, найчастіше для фортепіанного дуету (двох фортепіано).
Найбільш поширені переклади:
- Концерт № 1 ре мінор BWV 1052
- Концерт № 5 фа мінор BWV тисяча п'ятдесят шість
- Концерт № 7 соль мінор BWV тисячу п'ятдесят-вісім

Найчастіше виконується одна (частіше перша) частина, так як учневі музичної школи важко засвоїти більш великий обсяг нотного тесту, і роботи над всім концертом в цілому.